# Adencyrtus afer
Adencyrtus afer är en stekelart som beskrevs av Prinsloo 1977. Adencyrtus afer ingår i släktet Adencyrtus och familjen sköldlussteklar.
Artens utbredningsområde är Namibia. Inga underarter finns listade i Catalogue of Life.